# SARS-CoV-2 오미크론 변이
SARS-CoV-2 오미크론 변이(SARS-CoV-2 Omicron variant, B.1.1.529 계통)는 SARS-CoV-2 바이러스의 변종이다. 발견 초기에는 뉴 변이 또는 누 변이라고 불렸다. 2021년 11월 9일 남아프리카공화국에서 처음 확인됐다. (발생은 보츠와나)

## 통계

국가와 영토별 오미크론 변이 누적 확진자 수

- 100,000–999,999
- 10,000–99,999
- 1,000–9,999
- 100–999
- 10–99
- 1–9
- 0

| 국가/영토                        | 2022년 1월 4일 기준 확진자 수 (PANGOLIN) | 2022년 1월 4일 기준 확진자 수 (GISAID) | 2022년 1월 4일 기준 확진자 수 (다른 출처) | 의심 환자 수 |
| -------------------------------- | ---------------------------------------- | -------------------------------------- | ----------------------------------------- | ------------ |
| 영국                             | 51,438                                   | 69,282                                 | 246,780                                   | 600,041      |
| 덴마크                           | 4,946                                    | 5,030                                  | 57,125                                    | –            |
| 독일                             | 2,235                                    | 2,311                                  | 30,325                                    | –            |
| 미국                             | 20,263                                   | 34,253                                 | 33,259                                    | –            |
| 캐나다                           | 609                                      | 933                                    | 14,139                                    | 8,282        |
| 노르웨이                         | 308                                      | 346                                    | 16,312                                    | –            |
| 프랑스                           | 658                                      | 1,590                                  | 5,591                                     | –            |
| 에스토니아                       | –                                        | –                                      | 2,497                                     | –            |
| 오스트리아                       | 17                                       | 1,712                                  | 7,144                                     | –            |
| 남아프리카 공화국                | 1,577                                    | 1,894                                  | 1,095                                     | 19,070       |
| 이스라엘                         | 886                                      | 2,090                                  | 1,741                                     | 861          |
| 오스트레일리아                   | 1,520                                    | 1,712                                  | 1,474                                     | –            |
| 인도                             | 204                                      | 293                                    | 1,948                                     | –            |
| 스웨덴                           | 502                                      | 817                                    | 789                                       | –            |
| 벨기에                           | 731                                      | 828                                    | 121                                       | –            |
| 스위스                           | 673                                      | 781                                    | 526                                       | –            |
| 대한민국                         | 17                                       | 17                                     | 1,318                                     | –            |
| 일본                             | 150                                      | 152                                    | 750                                       | –            |
| 아르헨티나                       | 91                                       | 93                                     | 455                                       | 80           |
| 보츠와나                         | 312                                      | 382                                    | 23                                        | –            |
| 스페인                           | 665                                      | 882                                    | 51                                        | –            |
| 네덜란드                         | 438                                      | 537                                    | 123                                       | –            |
| 아일랜드                         | 143                                      | 144                                    | 193                                       | –            |
| 지브롤터                         | 112                                      | 122                                    | 24                                        | –            |
| 싱가포르                         | 281                                      | 395                                    | 1,813                                     | –            |
| 아이슬란드                       | –                                        | –                                      | 84                                        | –            |
| 이탈리아                         | 471                                      | 603                                    | 84                                        | –            |
| 칠레                             | 305                                      | 326                                    | 684                                       | –            |
| 포르투갈                         | 182                                      | 302                                    | 69                                        | 6            |
| 태국                             | 18                                       | 20                                     | 1,780                                     | 20           |
| 모로코                           | 15                                       | 21                                     | 76                                        | 246          |
| 짐바브웨                         | –                                        | –                                      | 50                                        | –            |
| 가나                             | 60                                       | 66                                     | 33                                        | –            |
| 브라질                           | 148                                      | 217                                    | 203                                       | –            |
| 핀란드                           | 3                                        | 3                                      | 34                                        | –            |
| 키프로스                         | –                                        | –                                      | 31                                        | –            |
| 케냐                             | 13                                       | 38                                     | 27                                        | –            |
| 러시아                           | 45                                       | 48                                     | 41                                        | –            |
| 케이맨 제도                      | –                                        | –                                      | 44                                        | 59           |
| 우간다                           | –                                        | 21                                     | 25                                        | –            |
| 멕시코                           | 246                                      | 374                                    | 1                                         | –            |
| 뉴질랜드                         | –                                        | 76                                     | 22                                        | –            |
| 나미비아                         | –                                        | 17                                     | 18                                        | –            |
| 홍콩                             | 55                                       | 56                                     | 70                                        | –            |
| 인도네시아                       | 61                                       | 164                                    | 164                                       | –            |
| 세네갈                           | –                                        | 26                                     | 3                                         | –            |
| 모잠비크                         | 16                                       | 17                                     | 2                                         | 2            |
| 그리스                           | 2                                        | 2                                      | 17                                        | –            |
| 버뮤다                           | –                                        | –                                      | 144                                       | –            |
| 라트비아                         | –                                        | –                                      | 644                                       | –            |
| 루마니아                         | 15                                       | 85                                     | 25                                        | –            |
| 말레이시아                       | 10                                       | 16                                     | 62                                        | –            |
| 잠비아                           | 38                                       | 46                                     | 11                                        | –            |
| 나이지리아                       | 80                                       | 83                                     | 6                                         | –            |
| 체코                             | 61                                       | 69                                     | 10                                        | –            |
| 코소보                           | –                                        | –                                      | 9                                         | –            |
| 슬로베니아                       | 2                                        | 12                                     | 1,418                                     | –            |
| 레바논                           | 4                                        | 4                                      | 433                                       | 16           |
| 레위니옹                         | 6                                        | 7                                      | 2                                         | –            |
| 모리셔스                         | 2                                        | 7                                      | 7                                         | –            |
| 폴란드                           | 29                                       | 72                                     | 1                                         | –            |
| 르완다                           | –                                        | –                                      | 6                                         | –            |
| 튀르키예                         | 189                                      | 221                                    | 6                                         | –            |
| 몬테네그로                       | 7                                        | 8                                      | 5                                         | –            |
| 캄보디아                         | 20                                       | 20                                     | 31                                        | –            |
| 페루                             | 12                                       | 12                                     | 4                                         | –            |
| 요르단                           | 25                                       | 25                                     | 802                                       | –            |
| 중국                             | 9                                        | 9                                      | 4                                         | –            |
| 쿠바                             | –                                        | –                                      | 44                                        | –            |
| 크로아티아                       | 7                                        | 8                                      | 3                                         | –            |
| 이집트                           | –                                        | 1                                      | 3                                         | –            |
| 말라위                           | 29                                       | 34                                     | 3                                         | –            |
| 팔레스타인                       | –                                        | –                                      | 48                                        | –            |
| 대만                             | –                                        | –                                      | 62                                        | –            |
| 리투아니아                       | 48                                       | 69                                     | 2                                         | –            |
| 콜롬비아                         | 2                                        | 3                                      | 3                                         |              |
| 슬로바키아                       | 11                                       | 10                                     | 3                                         | –            |
| 트리니다드 토바고                | 6                                        | 3                                      | 1                                         | –            |
| 푸에르토리코                     | 101                                      | 154                                    | 1                                         | –            |
| 피지                             | –                                        | –                                      | 2                                         | –            |
| 네팔                             | 3                                        | 3                                      | 2                                         | –            |
| 미얀마                           | –                                        | –                                      | 4                                         | –            |
| 필리핀                           | 3                                        | 3                                      | 14                                        | –            |
| 북키프로스                       | –                                        | –                                      | 2                                         | –            |
| 방글라데시                       | 10                                       | 10                                     | 10                                        | –            |
| 리히텐슈타인                     | 3                                        | 4                                      | 1                                         | 3            |
| 헝가리                           | –                                        | –                                      | 61                                        | –            |
| 오만                             | 9                                        | 9                                      | 2                                         | –            |
| 파키스탄                         | 19                                       | 21                                     | 75                                        | –            |
| 스리랑카                         | 3                                        | 5                                      | 1                                         | –            |
| 조지아                           | 19                                       | 56                                     | 51                                        | 53           |
| 알제리                           | –                                        | 2                                      | 1                                         | –            |
| 바레인                           | –                                        | –                                      | 1                                         | –            |
| 에콰도르                         | 26                                       | 29                                     | 1                                         | –            |
| 쿠웨이트                         | –                                        | –                                      | 1                                         | –            |
| 룩셈부르크                       | –                                        | 1                                      | 1                                         | –            |
| 몰디브                           | –                                        | 2                                      | 5                                         | –            |
| 시에라리온                       | –                                        | 1                                      | 1                                         | –            |
| 사우디아라비아                   | –                                        | –                                      | 1                                         | –            |
| 튀니지                           | –                                        | –                                      | 1                                         | –            |
| 아랍에미리트                     | –                                        | –                                      | 1                                         | –            |
| 이란                             | –                                        | 1                                      | 159                                       | –            |
| 우크라이나                       | –                                        | 1                                      | 1                                         | –            |
| 파나마                           | –                                        | 1                                      | 1                                         | –            |
| 코스타리카                       | 15                                       | 15                                     | 1                                         | –            |
| 아루바                           | –                                        | –                                      | 1                                         | –            |
| 북마케도니아                     | –                                        | –                                      | 1                                         | –            |
| 베트남                           | –                                        | 1                                      | 1                                         | –            |
| 브루나이                         | 8                                        | 9                                      | 8                                         | –            |
| 몰타                             | 33                                       | 34                                     | –                                         | –            |
| 베네수엘라                       | 2                                        | 2                                      | –                                         | –            |
| 프랑스령 기아나                  | 48                                       | 49                                     | –                                         | –            |
| 콩고 민주 공화국                 | –                                        | 21                                     | –                                         | –            |
| 카타르                           | –                                        | –                                      | 4                                         | –            |
| 파라과이                         | –                                        | –                                      | 3                                         | –            |
| 부르키나파소                     | –                                        | –                                      | 2                                         | –            |
| 퀴라소                           | –                                        | –                                      | 1                                         | –            |
| 세인트키츠 네비스                | –                                        | –                                      | 2                                         | –            |
| 리비아                           | –                                        | –                                      | 2                                         | –            |
| 알바니아                         | –                                        | –                                      | 1                                         | –            |
| 아루바                           | –                                        | –                                      | 1                                         | –            |
| 바베이도스                       | –                                        | –                                      | 1                                         | –            |
| 세인트빈센트 그레나딘            | –                                        | –                                      | 1                                         | –            |
| 도미니카 공화국                  | –                                        | –                                      | 1                                         | –            |
| 자메이카                         | –                                        | –                                      | 1                                         | –            |
| 세르비아                         | –                                        | –                                      | 1                                         | –            |
| 탄자니아                         | –                                        | –                                      | 1                                         | –            |
| 토고                             | –                                        | –                                      | 5                                         | –            |
| 벨라루스                         | –                                        | –                                      | 4                                         | –            |
| 보스니아 헤르체고비나            | –                                        | –                                      | 10                                        | –            |
| 앙골라                           | –                                        | –                                      | 16                                        | –            |
| 콩고 민주 공화국                 | –                                        | –                                      | 1                                         | –            |
| 불가리아                         | –                                        | –                                      | 12                                        | –            |
| 세계 합계 (133개의 국가 및 영토) | 91,330                                   | 95,138                                 | 373,106                                   | 628,739      |

## 개요
세계보건기구(WHO)는 오미크론이 2021년 10월 11일 수집된 표본에서 처음 확인됐으며, 남아프리카공화국이 2021년 11월 24일 보고했다고 밝혔다.는 새로운 코로나 바이러스 변이(B.1.1.529)를 '우려 변이'로 분류하고, 이름을 그리스 알파벳 15번째 글자인 '오미크론'으로 지정했다.
오미크론은 그리스 문자 알파벳 열다섯번째 글자다. 당초 13번째 글자인 뉴(Ν, ν) 변이로 명명될 것을 예상했으나, WHO는 오미크론(Ο, ο)을 택했다. WHO는 그리스 문자의 뉴(Ν, ν)와 크시(Ξ, ξ)를 건너뛰고 오미크론을 선택했는데, 뉴(Ν, ν)의 경우 영어의 'new'(뉴) 즉 '새로 발견된 또다른 바이러스'라는 의미로 오해할 가능성으로 인해, 크시(Ξ, ξ)의 경우 영어 표기 'Xi'에서 중국인의 흔한 성인 시(Xi)와의 (발음상의) 혼동을 방지하기 위해서라고 밝혔다.
변이는 알파벳 순서로 이름을 붙인다.
- Α - 알파 변이
- Β - 베타 변이
- Δ - 델타 변이
- Μ - 뮤 변이
- Ο - 오미크론 변이

세계보건기구, WHO는 긴급회의를 열어 여러 증거를 토대로 새 변이종을 '우려 변이'로 지정했다. '우려 변이'는 변이 바이러스의 전파나 치명률이 심각해지고, 현행 치료법이나 백신에 대한 저항력이 높아져 초기 조사가 진행 중일 때 분류된다. 알파, 베타, 감마, 델타에 이어 5번째 우려 변이로 지정되었다.

## 전염력
새 변이는 신종 코로나바이러스(SARS-CoV-2)의 표면 '스파이크 단백질'에 돌연변이를 델타보다 2배 더 보유하고 있으며, 전염력이 5배에 달한다는 분석까지 나오고 있어 일각에선 백신 무용지물론도 제기되고 있다.
오미크론 변이 바이러스는 돌연변이를 통해 인체 세포와 더 잘 결합하고 항체 공격은 회피할 수 있는 형태로 진화했다. 코로나 바이러스는 돌기처럼 돋은 스파이크를 인체 세포에 결합시켜 감염에 이르게 한다. 이 스파이크가 인체로 들어가는 일종의 열쇠인 셈이다. 오미크론 변이는 스파이크 단백질에서 32개 돌연변이가 발견됐다. 인도발 델타 변이에서 발생한 돌연변이 16개의 두 배다. 특히 스파이크 단백질 중 인체 세포와 가장 먼저 접촉하는 수용체 결합 영역에서 델타 변이는 2개의 돌연변이가 생겼지만 오미크론 변이는 무려 10개가 발생했다. 오미크론 변이 바이러스 보고 사례가 적어 델타 변이보다 더 전염성이 있는지는 단언할 수 없지만, 이론적으로는 인체 감염력이 세질 가능성이 크다는 의미다. 델타 변이보다 6배 이상 감염력이 높다는 주장도 나왔다.
한편 오미크론 변이와 관련해서 남아프리카공화국의 접종율은 24%대로 알려졌다. 또한 변이의 일부 돌연변이 영역들은 이전의 다른변이에서 관찰된 경우 이를 통해서 보다 쉽게 그 역할을 유추할 수 있을뿐만 아니라 변이의 변형 그 자체가 실질적으로 감염력에서 그 효과를 보장하지는 않기 때문에 많은 과학자들은 과연 오미크론이 전염력 또는 감염력 또는 면역체계 저항력에서 그 역할의 기능성을 예의 주시하고 있다.
이러한 맥락에서 베타변이가 면역체계 저항력이 변종들 중 가장 강한 반면 오히려 이보다 약한 델타변이가 감염력에서 보다 실질적인 기능을 함으로써 델타변이가 우세하게 심각성을 드러낸 경우에서처럼 오미크론의 영향력 역시 그 게놈서열에서의 변이가 어떠한 기능을 보여주는지에 대한 의문점들에서 지속적인 이해를 필요로 하고 있다.
홍콩에서 최초로 2명이 확진되었는데, 둘 다 백신접종완료자였다. 1명은 남아프리카공화국에서 입국했고, 1명은 남아공 입국자 복도 맞은편 호텔방에 머물던 사람이다.

## 스파이크 단백질
SARS-CoV-2 델타 변이는 스파이크 단백질에 16개의 변이를 포함하고 있으나 오미크론은 무려 2배인 32개의 변이를 보유하고있다.
| 바이러스단백질 (구조)              | 변이 |
| 스파이크단백질(Spike protein)      | A67V, Δ69-70, T95I, G142D, Δ143-145, Δ211, L212I, ins214EPE, G339D, S371L, S373P, S375F, K417N, N440K, G446S, S477N, T478K, E484A, Q493K, G496S, Q498R, N501Y, Y505H, T547K, D614G, H655Y, N679K, P681H, N764K, D796Y, N856K, Q954H, N969K, L981F |
| ORF1ab(open reading frame1 a 와 b) | - nsp3: K38R, V1069I, Δ1265, L1266I, A1892T - nsp4: T492I - nsp5: P132H - nsp6: Δ105-107, A189V - nsp12: P323L - nsp14: I42V |
| 외피단백질(envelope protein,E)     | T9I |
| 막 단백질(Membrane protein,M)      | D3G, Q19E, A63T |
| 뉴클레오캡시드(nucleocapsid,N)     | P13L, Δ31-33, R203K, G204R |

과학자들은 코로나바이러스 스파이크단백질(Spike protein)의 단백질 도메인(protein domain)인 RBM{receptor-binding motif)의 변형된 N501Y 변이가 전염력을 보다 강화시킬것으로 예상하고있다.

## 검사
오미크론변이는 전체 유전자배열 검사 없이도 기존 PCR 검사만으로 델타 변이를 비롯한 다른 변이와 구별되는 패턴을 보여줘 검사에서 쉽게 검출이 가능하다.
신속 PCR 검사(실시간 중합효소연쇄반응)는 검체 채취 현장에서 검사가 이뤄져 검체 이송시간을 없앴고 우수한 검사진단기기로 검사 자체의 소요시간도 대폭 감소시켰기 때문에 검사 결과 확인까지 채 2시간이 걸리지 않는다.
일반 PCR 검사는 채취한 검체를 수탁기관에 이송해야 하고 검사 시간도 오래 걸려 결과 통보까지는 약 24시간 정도가 소요된다. 특히 요즘과 같이 검사가 몰리는 기간에는 각지에서 몰리는 검체량으로 인해 검사 결과 통보까지 훨씬 많은 시간이 소요된다.

## 백신
1967년 11월 26일, 미국 제약사 노바백스는 "새 코로나 변이 오미크론의 유전자 염기서열을 기반으로 새로운 재조합의 스파이크 단백질 개발에 이미 착수했다"며 "최신 변이와 코로나의 지속적인 진화에 대응하기 위해 계속 노력할 것"이라고 밝혔다.
외신 등은 오미크론이 현재의 백신이 대응토록 설계된 원래 코로나바이러스와는 상당히 다르다고 평가했다. 외신에 따르면 수전 홉킨스 영국 보건안전청(HSA) 선임 의학고문은 오미코론에 대해 "일부 돌연변이는 이제까지 본 적이 없는 것으로 이변이는 코로나의 변이되너 만들어졌다.,.,   이 변이가 다른 돌연변이와 어떻게 상호작용을 하는지 알 수 없고, 현재까지 관찰된 가장 복잡한 변이"라고 설명했다.
김우주 고대구로병원 감염내과 교수는 "스파이크 단백질에 변이가 많이 일어날수록 기존 백신이나 항체치료제 효능이 떨어질 수 있다"며 “최악의 경우 백신을 다시 개발해야 하고, 올해 방역 상황이 최악으로 갈 수 있다”고 경고했다.

## 현황
- 2021년 11월 26일, 조 바이든 미국 대통령이 신종 코로나바이러스 감염증(코로나19) 신종 변이 '오미크론'이 발생한 남아프리카 지역 8개 국가에 대한 여행 제한 조치를 내렸다. 해당 국가는 남아공을 비롯해 보츠와나, 짐바브웨, 나미비아, 레소토, 에스와티니, 모잠비크, 말라위 등 8개국이다. 미국은 2021년 11월 8일 남아공에 대한 여행 제한을 해제한 바 있다.

영국은 남아공발 항공편 운항을 일시 중단했고 독일, 이탈리아, 체코, 벨기에, 스페인도 남아공과 인근 국가에서 오는 항공편 중단이나 자국민 외 입국 금지, 격리 등의 조치를 발표했다.
- 2021년 11월 27일, 한국은 '오미크론 변이'가 유행하고 있는 남아프리카공화국 등 8개국을 방역강화국가 및 위험국가로 지정했다. 대상 8개국은 오미크론 발생 국가인 남아공과 인접국가인 보츠와나, 짐바브웨, 나미비아, 레소토, 에스와티니, 모잠비크, 말라위다.

- 2021년 11월 27일, 오미크론 확진자가 나온 국가는 12개국이다. 최초 보고가 이뤄진 남아프리카공화국과 보츠와나, 영국, 독일, 이탈리아, 체코, 오스트리아, 벨기에, 홍콩, 이스라엘, 호주 등이다. 유럽 내 오미크론 감염자는 벨기에에서 첫 사례가 확인된 지 사흘도 안 돼 영국 독일 체코 덴마크 네덜란드 등으로 확산됐다.

- 2021년 11월 28일, 캐나다 보건당국은 최근 아프리카 나이지리아를 방문한 여행객 2명이 오미크론 변이에 감염됐음을 확인했다고 밝혔다.

### 대한민국
- 2021년 12월 1일, 대한민국에서 나이지리아를 방문하고 귀국한 부부 등 5명이 오미크론에 최종 확진 판정되었다.[180] 이 부부는 11월 24일 오후에 입국하였고, 이들은 지인인 외국 남성이 운전하는 차를 타고 집으로 갔으나 역학조사에서 방역 택시를 탑승했다고 거짓 진술을 하였다. 이로 인해 외국 남성은 접촉자로 분류되지 않고 29일까지 일상 생활을 하였으며, 28일 인천광역시 미추홀구의 한 대형 교회에 방문하여 집단 감염이 우려되고 있다.[181] 방역 당국은 이 교회를 오미크론 변이와 관련한 첫 집단감염 사례라고 밝혔다.[182] 백신을 맞았는데도 오미크론 변이에 감염된 것으로 확인되면서 기존 백신이 오미크론에는 소용 없다는 불안이 제기되었다.[183]

- 12월 3일 0시부터 한시적으로 2주간 모든 국가/지역을 예방접종 격리면제 제외국가로 지정되었다.
- 12월 5일 오미크론 변이 관련 확진자가 12명으로 늘었다.[184]
- 12월 6일 0시 기준 오미크론 변이 감염자는 24명이다. 국내 감염의 대부분은 인천 교회 관련이다.[185]
- 대한민국 신규 확진자가 사상 최초로 7,000명대를 넘어섰다.
- 2022년 1월 24일 정부는 지난 한주(1월 17일 ~ 1월 23일)간 오미크론 변이의 검출률이 50.3%로 우세종이 되었다고 발표하였다.

## 스텔스 오미크론
스텔스 오미크론인 BA.2는 기존 오미크론 BA.1보다 전파력이 45%(30~60%) 높으나 중증도나 입원율에는 큰 차이가 없는 것으로 분석된다.
일부 코로나19 진단 검사에서 나타나지 않아 '스텔스 오미크론'이라는 별칭이 붙은 BA2는 기존 오미크론 변이에 비해 전파력이 1.5배 이상가량 강한 것으로 알려졌다.
오미크론의 하위 변이 '스텔스 오미크론'(BA.2)은 지난 1월 말 영국과 남아프리카공화국에서 처음 발견된 뒤 세계 111개국에 퍼졌다. 주로 유럽과 아시아에서 발견됐고 덴마크, 중국, 인도 등에선 이미 우세화했다.
2022년 3월 21일, 질병관리청 중앙방역대책본부(방대본)에 따르면 3월 3주차 국내 BA.2 검출률은 41.4%로 집계됐다. 직전주인 3월 2주차(26.3%) 대비 15.1% 증가하며 두 배 가까이 늘어난 수치다. 최근 4주간 BA.2의 국내 감염 검출률을 보면 2월 4주차 10.3%→3월 1주차 22.9%→3월 2주차 26.3%→3월 3주차 41.4%로 가파르게 늘고 있다.

## 같이 보기
- SARS-CoV-2 변이주